# برمید قلع (IV)
برمید قلع(IV) (به انگلیسی: Tin(IV) bromide) با فرمول شیمیایی SnBr۴ یک ترکیب شیمیایی است. که جرم مولی آن ۴۳۸٫۳۳ g/mol می‌باشد. شکل ظاهری این ترکیب، سبز جامد است.